# Христо Контев (революционер)
 Тази статия е за дееца на ВМОРО.  За българския ентомолог вижте Христо Контев (ентомолог).  
Христо Иванов Контев, наричан Контито, е български революционер, преспански войвода на Вътрешната македоно-одринска революционна организация.

## Биография
Кондев e роден на 21 май 1868 година в град Севлиево. Завършва севлиевската гимназия и преподава гимнастика в Свищовската търговска гимназия. Става член на ВМОРО и през пролетта на 1902 г. става четник в Битолско. През януари 1903 година е тежко ранен в сражение и заминава да се лекува в София като продължава да работи за ВМОРО. В началото на 1906 година отново заминава като четник и през лятото става Преспански районен войвода. На следната 1907 година е войвода на Буфколската чета. Кондев води борба и срещу четите на сръбската пропаганда.
| “ | 19 – VIII – 06 Драги Албертъ Писмото ти получихъ, съжалявамъ че немога да те чакамъ повече, днесъ има много хора за Битоля та съ тѣхъ заедно и азъ отпътувамъ, ако подиръ мѣсецъ бѫдешъ тамъ ще се видимъ за сега ти пожелавамъ добъръ пѫтъ и щастливо виждане съ поздравъ твой Хр. Ив. Контев | ” |
|   | |   |

Христо Кондев загива в сражение с османски части на 10 февруари 1908 година при село Лева река (Леорека), Ресенско.